# Nice While It Lasted
Nice While It Lasted (Agradable mientras duró en España y Fue lindo mientras duró en Hispanoamérica) es el episodio final de la serie de televisión de comedia dramática animada de Netflix BoJack Horseman. Escrita por el creador de la serie Raphael Bob-Waksberg y dirigida por Aaron Long, se estrenó en Netflix el 31 de enero de 2020, junto con la segunda mitad de la sexta temporada. En el episodio, el personaje principal BoJack Horseman es arrestado y sentenciado a prisión por allanamiento de morada, pero se le otorga un permiso para asistir a la boda de su exnovia, la princesa Carolyn. El episodio fue ampliamente elogiado como un final conmovedor de la serie.

## Argumento
Después de los eventos de "The View from Halfway Down", BoJack es rescatado de ahogarse por los ocupantes de su antigua casa. BoJack es condenado por allanamiento de morada y sentenciado a 14 meses en una prisión de máxima seguridad.
Un año después, a BoJack se le concede un permiso y el Sr. Peanutbutter lo recoge de camino a la boda de la princesa Carolyn y Judah; se dirigen a comprarle un traje a BoJack para el evento y BoJack admite que su sentencia de prisión fue "más o menos por todo" lo que había hecho a lo largo de los años. El Sr. Peanutbutter lleva a BoJack al Observatorio Griffith, donde oficialmente le devuelve la 'D' al cartel de Hollywoo en una celebración del éxito de su programa "Cumpleaños de papá". Debido a un malentendido, encargó una 'B' en su lugar, por lo que "Hollywoo" pasa a llamarse "Hollywoob".
En la boda, Todd encuentra a BoJack y le pide ayuda para ir a la playa, diciendo que quiere sentarse en los hombros de BoJack para tener una mejor vista y agrega que vio que BoJack se veía abrumado por la ceremonia y pensó que caminar ayudaría. Los dos miran los fuegos artificiales para la princesa Carolyn y Judah. BoJack le dice a Todd que se siente cómodo estando en la cárcel; se mantiene alejado de los problemas y está batiendo su récord de sobriedad. Todd lo convence de que una vez que complete su sentencia, solo tiene que establecer un nuevo récord todos los días. A BoJack le divierte su incertidumbre sobre si Todd está siendo estúpido o inteligente y Todd dice alegremente "¡Nunca lo sé!", antes de decir que su breve momento de inteligencia metafórica fue agradable mientras duró, y Bojack está de acuerdo en que lo fue.
Más tarde, BoJack se encuentra con la princesa Carolyn y la felicita por la recepción de la boda. La princesa Carolyn le dice a BoJack que Hollywoob está esperando su regreso con "The Horny Unicorn" y le asegura que la gente podría darle otra oportunidad. BoJack le pide a la princesa Carolyn que baile, y él le dice que fantaseaba con convencerla de que siguiera adelante con la boda. La princesa Carolyn le asegura que no necesita eso y está contenta con la decisión que tomó. BoJack le dice que merece ser feliz y pide representación en caso de que decida volver a entrar en el negocio. La princesa Carolyn sonríe y, en cambio, se ofrece a "recomendar algunas personas excelentes". BoJack devuelve una sonrisa mientras siguen bailando.
Más tarde, BoJack sube al techo y encuentra a Diane fumando. BoJack le dice que la extraña y ella le recuerda el mensaje de voz que dejó cuando irrumpió en su antigua casa y casi se ahoga. Ella le revela que pensó que estaba muerto durante siete horas y cómo se odia a sí misma por sentirse culpable por no cuidarlo. BoJack se disculpa. Diane revela que está felizmente casada con su esposo Guy y que se mudaron juntos a Houston. Ella le advierte que hay personas que te ayudan a convertirte en quien eres, pero que no están destinadas a permanecer en tu vida para siempre. Diane insinúa que cortará lazos con BoJack, pero después de que él le dice "No me debes nada", ella no lo hace explícito. Cuando se levanta para irse, BoJack la convence de quedarse y dejar que él le cuente una historia "divertida" de la prisión sobre cómo los esfuerzos de BoJack para detener las molestas selecciones de Film Night del líder de la pandilla de la cárcel llevaron a que el líder eligiera una película aún peor que ahora ven todas las semanas. Diane se divierte y dice que es una buena noche, y BoJack está de acuerdo. Los dos miran al cielo en silencio.

## Respuesta crítica
"Nice While it Lasted" ha recibido elogios generalizados de la crítica. Les Chappell de The A.V. Club le otorgó una calificación A, calificándola como "el cierre agridulce correcto para esta serie agridulce", destacando su conmovedora comprensión y las últimas lecciones sobre la vida. Scott Meslow de Vulture.com le dio cuatro de cinco estrellas, elogiando su profundidad emocional.